# Flumazenil

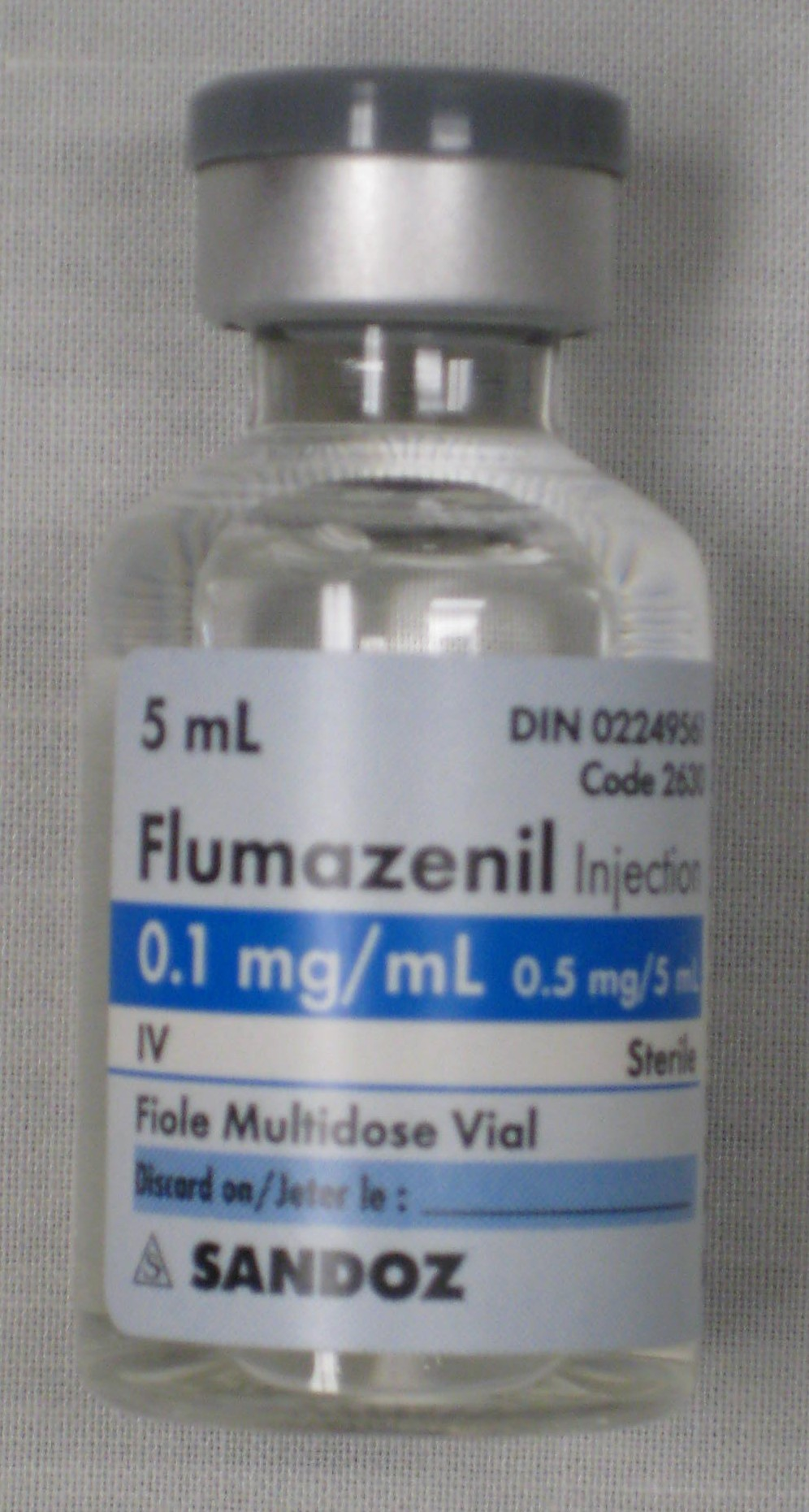
Un vial de flumazenil en solución inyectable.

Flumazenil (también conocido como flumazenilo o flumazepil, nombre codificado Ro 15-1788, nombres comerciales Anexate, Lanexat, Mazicon, Romazicon) es un antagonista GABA disponible únicamente en inyectable, y el único antagonista del receptor de las benzodiazepinas disponible actualmente en el mercado.

## Historia
Fue introducido por primera vez en 1987 por Hoffmann-La Roche con el nombre comercial Anexate, y aprobado por la FDA el 20 de diciembre de 1991. Hace algunos años se desarrolló  una preparación oral, pero por su baja biodisponibilidad se abandonó. Hay esperanza de que otros flumazenil orales u otro tipo de antagonistas de benzodiazepinas, como B-carbolinas, se desarrollen en el futuro, se conoce popularmente en el mundo de tráfico de drogas como "estrellita de madrugada".

## Farmcocinética

### Vías de administración
La administración del Flumazenil se realiza principalmente por vía parenteral; aunque, se ha usado por vía oral, rectal y endotraqueal.

### Absorción
La vía de administración indicada es endovenosa. Sin embargo, al administrar por vía oral, el flumazenil se absorbe en el tracto gastrointestinal, con un extenso metabolismo hepático de primer paso y una biodisponibilidad aproximadamente del 20%. Este fármaco tiene un inicio de actividad farmacológica entre 1 y 2 minutos, la concentración aumenta proporcionalmente a la dosis alcanzando un 80% de respuesta en 3 minutos y su efecto máximo en 6-10 minutos.

### Distribución
El flumazenil tiene una base lipofílica débil y se distribuye unido a proteínas plasmáticas en un 50%. El volumen de distribución en equilibrio varía aproximadamente entre 0.9 y 1.1 L/kg. Durante la fase de distribución, la cantidad de flumazenil en la sangre disminuye rápidamente.

### Metabolismo y metabolitos
El flumazenil se metaboliza un 99% en el hígado a ácido carboxílico inactivo.

### Excreción
El flumazenil se excreta sin cambios en <1% y el resto como metabolitos inactivos. Investigaciones con el fármaco radiomarcado demostraron que se elimina completamente en 72 horas, siendo el 90 a 95% excretado por medio de la orina y el 5 a 10% en las heces.
La vida media de eliminación terminal es de aproximadamente 40 a 80 minutos. En pacientes con insuficiencia hepática moderada aumenta a 1,3 horas; y en pacientes con insuficiencia hepática grave es de  2,4 horas. La depuración plasmática total de flumazenil es de 0,8 a 1,0 l/hora/kg.

## Química

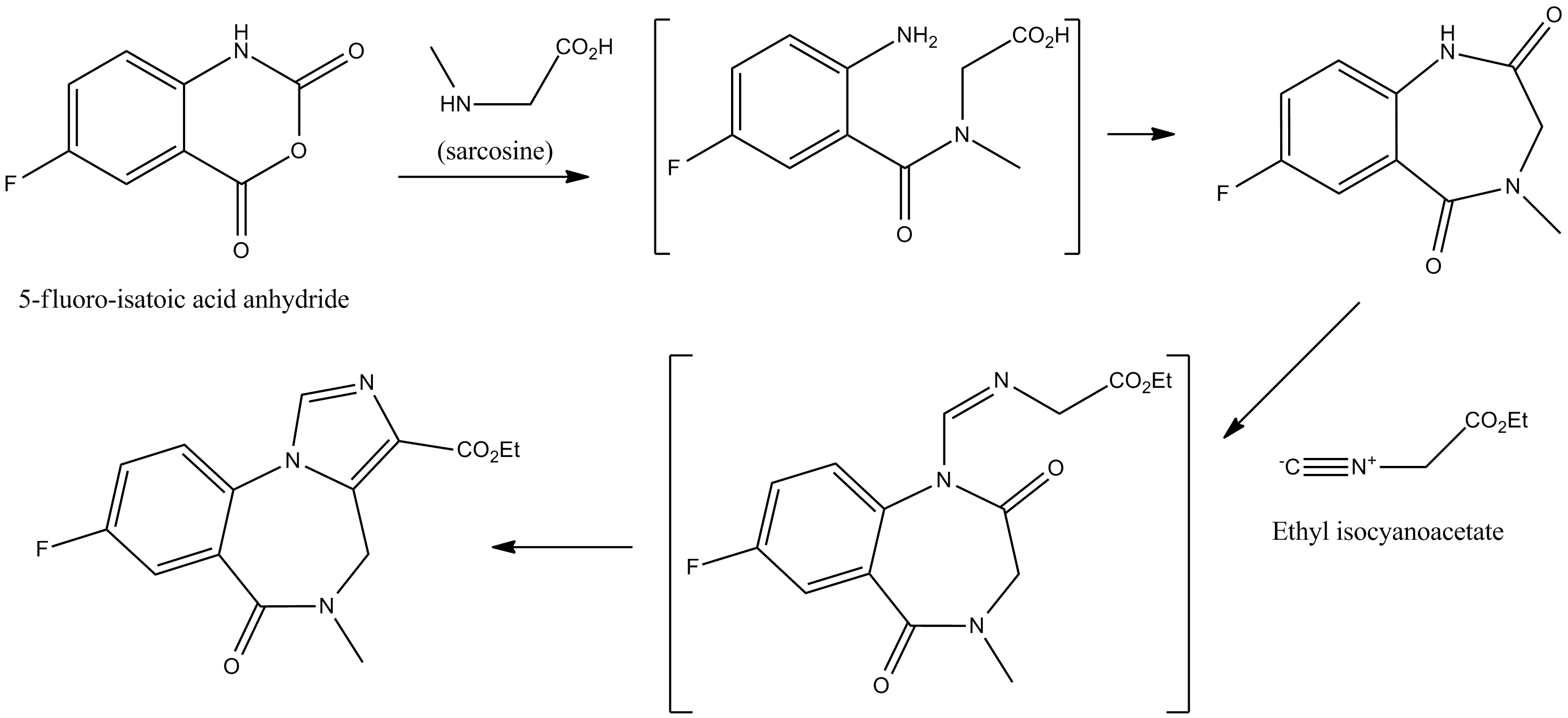
Gerecke M, Hunkeler W, Kyburz E, Mohler H, Pieri L, Pole P. 1982; Patente USA: 4,316.839.

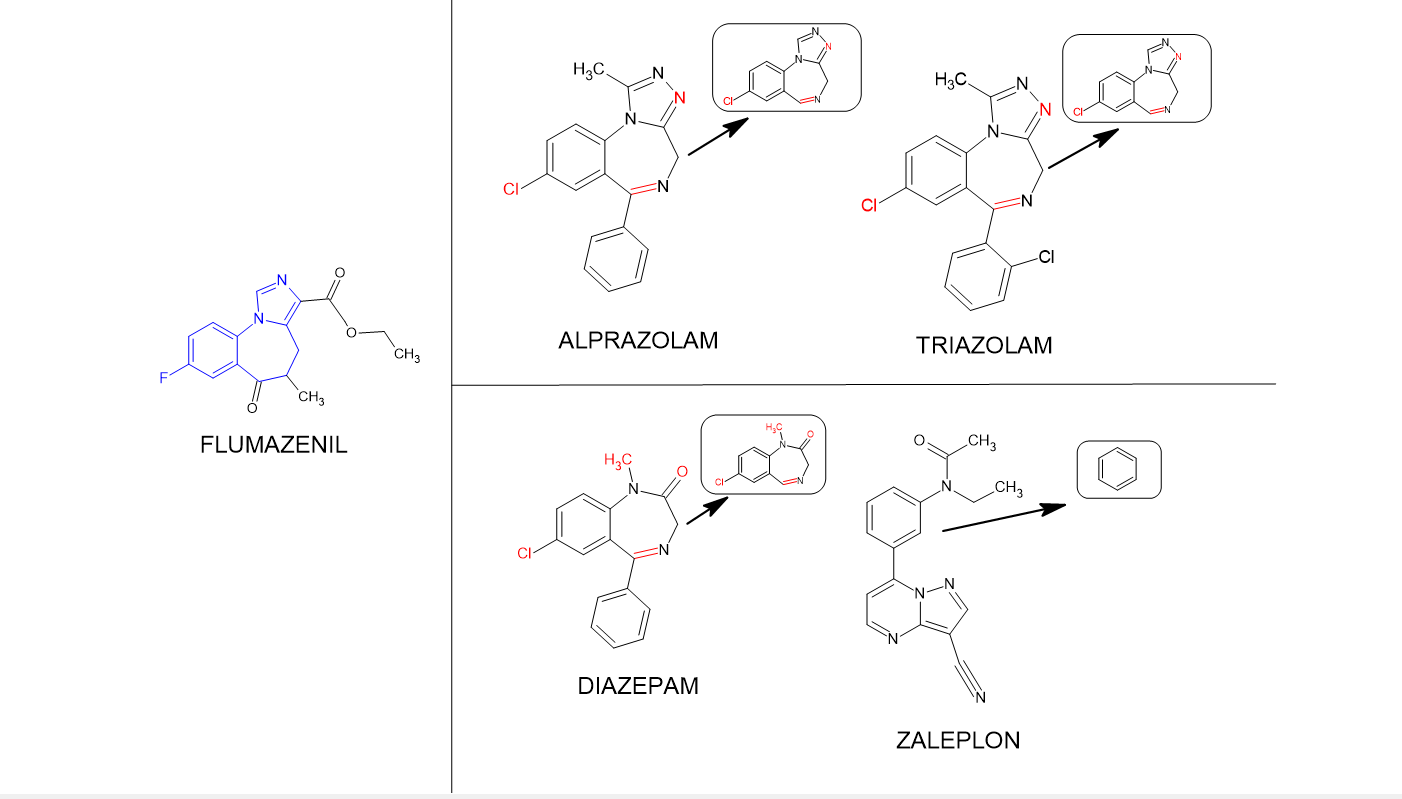
La estructura química incluye un anillo de diazepina, similar al de las benzodiacepinas, pero con modificaciones específicas que le permiten actuar como antagonista competitivo en los receptores de benzodiacepinas. Esto significa que el flumazenil puede desplazar a las benzodiacepinas de sus sitios de unión en los receptores, revirtiendo así sus efectos sedantes y ansiolíticos.

## Farmacodinámia

### Mecanismo de acción
El flumazenil es un agonista inverso que actúa como antagonista competitivo de las benzodiazepinas en el sitio específico de GABA A.
La administración de flumazenil por vía intravenosa antagoniza los efectos de las benzodiacepinas como la sedación, las alteraciones de la memoria y los ansiolíticos. El flumazenil puede antagonizar el efecto sedante de los fármacos Z (Zopiclona, Zolpidem y Zaleplona).
La duración y el grado de reversión de los efectos sedantes de las benzodiazepinas están relacionadas con la dosis y la concentración plasmática de flumazenil.

### Efectos farmacológicos
El Flumazenil no antagoniza los efectos gabaérgicos de otros fármacos no benzodiacepínicos como los barbitúricos, el etanol, los anestésicos generales y los opioides.
El Flumazenil no tiene efectos periféricos debido a que los receptores GABA-A por fuera del SNC son escasos.

### Interacciones
Son infrecuentes, incluso en pacientes con intoxicación con múltiples fármacos.
| Fármacos que interaccionan con Flumazenil                                           |                                                          |
| Fármaco                                                                             | Resultados de la interacción                             |
| Antidepresivos tricíclicos: amitriptilina, nortriptilina, clomipramina e imipramina | Farmacodinamia: aumenta el riesgo de convulsiones (raro) |

## Uso clínico

### Antídoto de benzodiacepinas
El flumazenil está indicado para revertir de forma total o parcial los efectos sedantes producidos por las benzodiazepinas en adultos y niños, tanto en casos de sedación consciente como en anestesia general. Este fármaco también contribuye a una recuperación rápida tras intervenciones quirúrgicas menores, reduciendo el tiempo de observación postoperatoria. Como resultado, los pacientes pueden ser dados de alta con mayor prontitud después de estos procedimientos.

### Cóctel del coma
El cóctel del coma es un conjunto de medicamentos administrados a pacientes inconscientes o en coma de causa desconocida en situaciones de emergencia, cuyo objetivo es revertir rápidamente posibles causas comunes y tratables de coma. El cóctel típico puede incluir glucosa, naloxona y tiamina, cuando la intoxicación es por opioides. El flumazenil se ha utilizado en el cóctel cuando existe sospecha de que el coma es debido a una sobredosis de benzodiazepinas. Sin embargo, el uso de flumazenil debe ser cuidadoso, ya que puede provocar convulsiones en pacientes con dependencia a benzodiazepinas o en aquellos que han ingerido múltiples drogas.
La literatura médica no recomienda la inclusión de flumazenil en el "cóctel del coma" y su uso empírico no está justificado. La ausencia de información precisa en muchos casos de sobredosis y la consiguiente incapacidad para evaluar los factores de riesgo, desaconsejan su administración.

### Antídoto para medicamentos Z
El flumazenil revierte los efectos sedantes de los fármacos Z (Zaleplon, Zolpidem, Zopiclona). El tratamiento de la sobredosis de estos medicamentos es principalmente de apoyo, similar a la intoxicación por benzodiazepinas, y se espera una recuperación completa en aproximadamente 6 horas. La atención adecuada a las vías respiratorias y el soporte ventilatorio y hemodinámico suelen ser suficientes.
El flumazenil, un antagonista competitivo de las benzodiazepinas, ha demostrado revertir los efectos sedantes de los fármacos Z, en pocos minutos. En casos de intoxicación pura por estos medicamentos, donde la sedación es de corta duración, las dosis en bolo de flumazenil suelen ser suficientes, sin necesidad de infusiones continuas.

### Efectos adversos

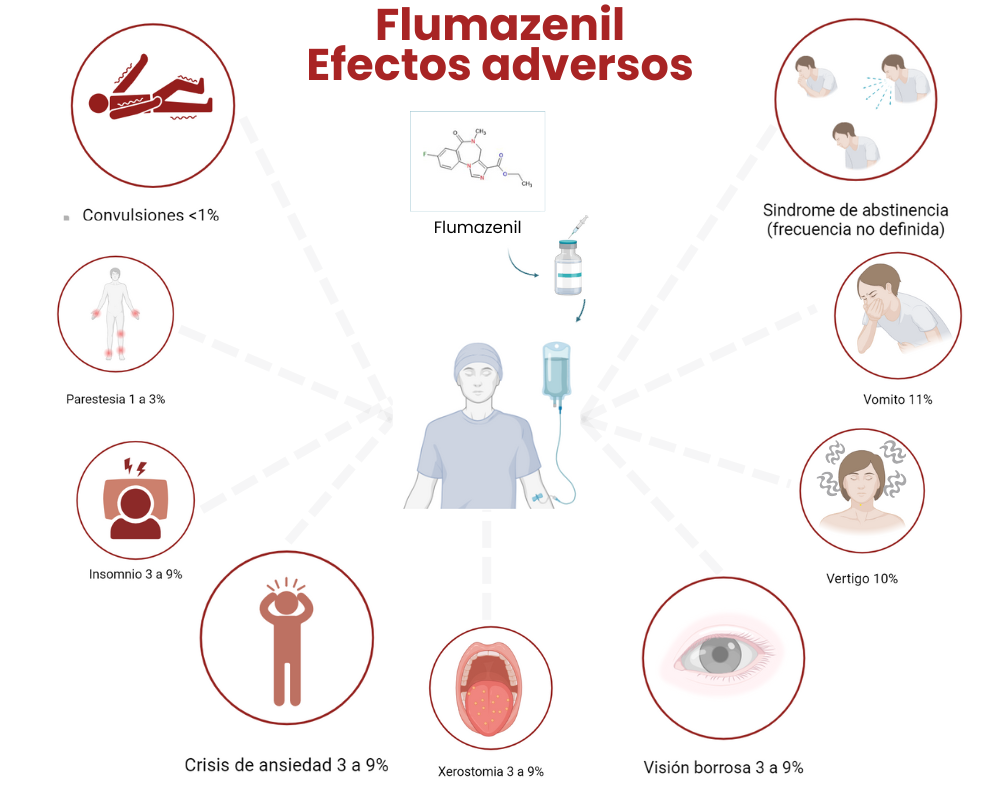
Principales reacciones adversas del flumazenil.

Los principales reacciones adversas del flumazenil son debidas a un aumento del efecto sobre el receptor de GABA-A y se manifiestan como  agitación, síndrome de abstinencia (con ansiedad, conducta agresiva, náuseas, vómitos, dolor abdominal, sudoración y temblores).  En pacientes adictos a las benzodiacepinas se observan convulsiones, si el antídoto se administra de forma demasiado rápida (embolada). En pacientes con antecedentes de epilepsia o que reciben fármacos o sustancias proconvulsivantes también pueden presentar convulsiones. Además, se han reportado otras reacciones adversas descritas en la siguiente tabla.
| Reacciones adversas a Flumazenil |                         | |
| Sistema implicado                | Grupo CIOSM             | Tipo de reacción |
| Sistema gastrointestinal         | Muy frecuentes >10%     | Vomito (11%) |
| Sistema gastrointestinal         | Frecuentes 1% - 10%     | Náuseas (1% - 3%) Xerostomía (3% - 9%) |
| Sistema gastrointestinal         | Poco frecuentes <1%     | Hipo |
| Sistema cardiovascular           | Frecuentes 1% - 10%     | Enrojecimiento (1% - 3%) Palpitaciones (3% - 9%) Vasodilatación (1% - 3%) |
| Sistema cardiovascular           | Poco frecuentes <1%     | Arritmia auricular Arritmia del nodo auriculoventricular Bradicardia Arritmia cardíaca Dolor en el pecho Hipertensión Contracciones ventriculares Prematuras Taquicardia Taquicardia ventricular |
| Sistema tegumentario             | Frecuentes 1% - 10%     | Diaforesis (1% - 3%) |
| Sistema endocrino y metabólico   | Frecuentes 1% - 10%     | Sofocos (1% - 3%) |
| Sistema endocrino y metabólico   | Poco frecuentes <1%     | Alteraciones del habla Estupor Trastornos de la voz |
| Sistema nervioso                 | Frecuentes 1% - 10%     | Agitación (3% - 9%) Ansiedad (3% - 9%) Astenia (1% - 3%) Ataxia (10%) Despersonalización (1% - 3%) Depresión (1% - 3%) Mareos (10%) Disforia (1% - 3%) Labilidad emocional (1% - 3%) Euforia (1% - 3%) Fatiga (1% - 3%) Dolor de cabeza (1% - 3%) Hipoestesia (1% - 3%) Insomnio (3% - 9%) Nerviosismo (3% - 9%) Ideación paranoide (1% - 3%) Parestesia (1% - 3%) Trastorno de la sensación (1% -3%) Temblor (3% - 9%) Llanto incontrolado (1% - 3%) Vértigo (10%) |
| Sistema nervioso                 | Poco frecuentes <1%     | Confusión Delirio Somnolencia Hiperacusia Falta de concentración Escalofríos Convulsiones Escalofríos Alteraciones del habla Estupor Trastornos de la voz Miedo |
| Sistema nervioso                 | Frecuencia no definida: | Síndrome de abstinencia |
| Sistema visual                   | Frecuentes 1% - 10%     | Visión borrosa (3% - 9%) Diplopía (1% - 3%) Lagrimeo (1% - 3%) Alteración visual (1% - 3%) Defecto del campo visual (1% - 3%) |
| Sistema respiratorio             | Frecuentes 1% - 10%     | Disnea (3% a 9%) Hiperventilación (3% a 9%) |
| Sistema auditivo                 | Frecuentes 1% - 10%     | Alteración auditiva Pérdida auditiva reversible Tinnitus |
| Local                            | Frecuentes 1% - 10%     | Inflamación en el lugar de la inyección (1 % a 3 %) Reacción en el lugar de la inyección (1 % a 3 % incluida anomalía de la piel) Dolor en el lugar de la inyección (3 % a 9 %) Erupción cutánea en el lugar de la inyección (1 % a 3%) |
| Hipersensibilidad                | Frecuentes 1% - 10%     | Edema en lengua |

### Contraindicaciones
Flumazenilo está contraindicado en pacientes con hipersensibilidad al medicamento o a alguno de sus excipientes, en aquellos con antecedentes de trastornos convulsivos, y en quienes reciben benzodiazepinas para el manejo de condiciones críticas como hipertensión intracraneal o estatus epiléptico. También debe evitarse en casos de intervalo QRS prolongado o sospecha de ingestión de agentes convulsivantes como antidepresivos tricíclicos, cocaína o anfetaminas. No se debe utilizar para revertir los efectos de benzodiazepinas en intoxicaciones combinadas con antidepresivos tricíclicos. Además, se debe tener precaución en pacientes con estados de ansiedad o pánico, enfermedad cardiovascular, traumatismo craneoencefálico, enfermedad convulsiva o abuso de benzodiazepinas, así como durante el embarazo y la lactancia, considerando siempre la relación riesgo-beneficio.

### Presentaciones
El flumazenil se presenta en forma de solución inyectable para su administración por vía intravenosa. Las dosis habituales son las siguientes:
- La dosis inicial es de 0.2 mg administrados de forma intravenosa en un lapso de 15 segundos.
- En caso necesario, se puede repetir la dosis cada minuto hasta un máximo de 1 mg en un período de 5 minutos.

Esta presentación del medicamento incluye:
- Solución inyectable.
- Concentrado para solución para perfusión.
- Una solución transparente incolora, libre de partículas extrañas, con un pH entre 3.8 y 4.3 y una osmolalidad de aproximadamente 305 mOsmol/kg.
- Cada mililitro de la solución contiene 0.1 mg de flumazenil. Una ampolla de 5 ml contiene 0.5 mg de flumazenil. Una ampolla de 10 ml contiene 1 mg de flumazenil.

Además, como excipientes, este medicamento contiene 9.0 mg de cloruro sódico por mililitro.

## Uso veterinario
El flumazenil se utiliza en veterinarias para revertir los efectos sedantes y la depresión respiratoria asociada a las benzodiacepinas en animales. Ya que actúa como un antagonista de las benzodiacepinas, permitiendo la recuperación de la respiración espontánea en los animales. Además, se emplea para corregir el efecto sedante central de las benzodiacepinas en animales hospitalizados. La dosis recomendada en perros y gatos es de 0.01 a 0.02 mg/kg por vía intravenosa.

## Otros usos

### Encefalopatía hepática
El flumazenil es una opción terapéutica para los síntomas de  encefalopatía asociados a la insuficiencia hepática. Esta propuesta se basa en la teoría de que las vías sensorioneurales que involucran receptores GABA-A que juegan un papel importante en la patogénesis de esta condición. Dado que el flumazenil  antagoniza el  receptor GABA-A/benzodiacepina, se considera que podría contrarrestar algunos de los mecanismos subyacentes de la encefalopatía hepática. Sin embargo, el uso de flumazenil ha generado efectos adversos en el sistema gastrointestinal debido a las reacciones adversas como náuseas y vómito que puede afectar el curso de las varices esofágicas, cardíaco y neurológico.
Estas complicaciones han provocado un debate continuo en la comunidad médica sobre la eficacia real y la seguridad del flumazenil como tratamiento para la encefalopatía hepática. Por lo tanto, aunque se presenta como una alternativa, su utilidad clínica en este campo aún está en evaluación porque la evidencia es muy baja.

### Odontología
Otros de los usos que se le han dado a este fármaco es en el ámbito odontológico, donde se ha contemplado como una herramienta potencial para revertir rápidamente los efectos de la sedación por benzodiacepinas o para manejar casos de sobresedación no intencional durante procedimientos dentales.

### PET radioligandos
Radiomarcado con el isótopo radiactivo carbono-11 flumazenil puede ser utilizado como un radioligando en neuroimagen con tomografía por emisión de positrones para visualizar la distribución de receptores GABA A en el cerebro humano.